# Saint-Privat (Corrèze)
Saint-Privat é uma comuna francesa na região administrativa da Nova Aquitânia, no departamento de Corrèze. Estende-se por uma área de 32,85 km². Em 2010 a comuna tinha 1 088 habitantes (densidade: 33,1 hab./km²).